# 乌当格乌迪
乌当格乌迪（Udangudi），是印度泰米尔纳德邦Toothukudi县的一个城镇。总人口19347（2001年）。

## 人口
该地2001年总人口19347人，其中男性9233人，女性10114人；0—6岁人口2225人，其中男1168人，女1057人；识字率80.82%，其中男性为82.90%，女性为78.92%。